# Lloyd Mathews
Lloyd Mathews (Funchal, 7 maggio 1850 – Zanzibar, 11 ottobre 1901) è stato un militare e politico britannico.

## Biografia
Mathews si unì alla Royal Navy come cadetto navale all'età di 13 anni. Combatté nella Terza guerra Anglo-Ashanti del 1873. In seguito fu assegnato all'Africa orientale per la soppressione della schiavitù. Nel 1877 fu distaccato nella Marina del Sultano Barghash di Zanzibar al fine di formare un esercito di stile europeo; sarebbe rimasto al servizio del governo di Zanzibar per il resto della sua vita. Il suo esercito raggiunse velocemente i 6.300 uomini e fu utilizzato in diverse spedizioni per sopprimere il commercio degli schiavi e le ribellioni contro il governo di Zanzibar.
Mathews si ritirò dalla Royal Navy nel 1881 e venne nominato generale di Zanzibar. Seguirono ulteriori spedizioni nel continente africano, tra cui un fallito tentativo di fermare l'espansione tedesca in Africa orientale. Nell'ottobre del 1891 Mathews fu nominato primo ministro dal governo di Zanzibar, una carica in cui era "irremovibile dal sultano". Durante questo periodo Mathews era un appassionato abolizionista e promosse questa causa. Ciò comportò il divieto del commercio di schiavi nei domini di Zanzibar nel 1890, e l'abolizione della schiavitù nel 1897. Mathews fu nominato generale per l'Africa orientale nel 1891, ma rifiutò di assumere l'incarico, rimanendo invece a Zanzibar.
Fu promosso al grado di tenente il 31 marzo 1874.
Mathews e le sue truppe giocarono un ruolo chiave nella Guerra anglo-zanzibariana del 1896 che scaturì dal rifiuto del pretendente al trono di essere controllato dal console britannico. Durante il suo periodo come primo ministro Mathews continuò a prender parte a due grandi campagne, una nel Sultanato di Witu e un'altra per Mwele.
Mathews fu decorato da diversi governi, ricevendo onorificenze come l'ordine di San Michele e San Giorgio dal governo britannico e l'ordine della Stella Brillante di Zanzibar. Morì di malaria a Zanzibar l'11 ottobre 1901.